# ストレプトキナーゼ
ストレプトキナーゼ（Streptokinase、SKと略記）は、病原細菌の一種である化膿レンサ球菌（Streptococcus pyogens、溶血性連鎖球菌）やStreptococcus dysgalactiaeなどが細胞外に分泌するタンパク質であり、一種の酵素、外毒素とも考えられる。

## 概要
ストレプトキナーゼ自体は、厳密には酵素活性を持たないが、血液中にあるプラスミノーゲンと1:1で複合体を形成し、この複合体がプラスミノーゲンに対して特異的なセリンプロテアーゼ活性を発揮し、遊離の（複合体を作っていない）プラスミノーゲンを開裂し、プラスミンに活性化する。この効果は特にヒトのプラスミノーゲンに対して特異性が高い。こうしてできたプラスミンが血液凝固に関与するタンパク質であるフィブリンを分解し、血液凝固が阻害される。
細菌感染の際、フィブリンの重合による血液凝固は、菌の侵入を物理的に食い止め感染の拡大を抑える役割も担っているが、化膿レンサ球菌はストレプトキナーゼによってフィブリンを分解することで感染部位から周囲組織への侵入を容易にしていると考えられており、このことが本菌の病原性に関与していると考えられている。また、化膿レンサ球菌の一部が起こす極めて重篤な感染症であり、その発症原因がまだ解明されていない劇症型A群レンサ球菌感染症（いわゆる「人食いバクテリア」）についても、その出血性の組織壊死にストレプトキナーゼが関与している可能性が指摘されている。

## 利用
血栓の主要タンパク質であるフィブリンを分解することから血栓溶解薬としても用いられ、他の薬剤より安価であるため欧米では心筋梗塞や肺塞栓症に対して用いられてきたが、副作用の問題が大きく、これに代わるt-PAなどが開発されたためあまり用いられなくなりつつある。日本では血栓溶解剤としては認可されていないが、内服用抗炎症剤として用いられている。
ストレプトキナーゼは細菌の作るタンパク質であるから、体内に投与するとこれに対する免疫ができる。最初の投与から4日以上経つと効果的でなくまたアレルギーを引き起こすことがあるから、使用はそれ以内に終えることが推奨されており、心臓発作に対しては患者の最初の発作にのみ使用するのが普通である。またフィブリンの有無にかかわらずプラスミノーゲンを活性化するため、副作用として出血傾向の問題が大きい。